# Hoplolenus
Hoplolenus is een geslacht van kevers uit de familie van de loopkevers (Carabidae). De wetenschappelijke naam van het geslacht is voor het eerst geldig gepubliceerd in 1851 door La Ferte-Senectere.

## Soorten
Het geslacht Hoplolenus omvat de volgende soorten:
- Hoplolenus congoensis Basilewsky, 1949
- Hoplolenus cyllodinus Fauvel, 1882
- Hoplolenus insignis LaFerte-Senectere, 1851
- Hoplolenus obesus (Murray, 1858)